# Marius Trésor
Pour les articles homonymes, voir Trésor (homonymie).
Marius Trésor, né le 15 janvier 1950 à Sainte-Anne en Guadeloupe, est un footballeur international français. Il évolue au poste de libéro du début des années 1970 au début des années 1980. Il est considéré comme l'un des meilleurs défenseurs français de l'histoire.
Formé à la Juventus de Sainte-Anne et à l’AC Ajaccio où il joue de 1969 à 1972. En 1972 il rejoint l'Olympique de Marseille avec lequel il gagne la Coupe de France en 1976. Il signe ensuite aux Girondins de Bordeaux où il remporte le titre de champion de France en 1984.
Il débute en équipe de France en 1971 et participe à la Coupe du monde 1978 puis finit 4e de la Coupe du monde 1982. Il est sélectionné à 65 reprises et marque 4 buts sous le maillot bleu. Il détient brièvement le record de sélections en équipe de France avant d'être dépassé en 1985 par son ancien coéquipier Maxime Bossis. En 2004, il est nommé au FIFA 100.

## Biographie
Né à Sainte-Anne, en Guadeloupe, Marius Trésor découvre le football au sein du club local, la Juventus de Sainte-Anne. Il joue défenseur puis attaquant à la demande de son entraîneur, Félix Fahrasmane. C'est à ce poste qu'il joue une saison et demie et remporte le Championnat de Guadeloupe en 1969.

### AC Ajaccio (1969-1972)
Repéré par l'AC Ajaccio dès 1968, il rejoint comme avant-centre le club corse en 1969. Sa présence au sein de l'attaque ajaccienne ne dure qu'un mois et demi, son entraîneur Alberto Muro le replace en défense centrale,, et débute à ce poste en équipe première le 23 novembre 1969 à l'occasion d'un match contre Valenciennes.
La première saison avec Ajaccio est difficile, le club finit 16e du championnat et ne doit son maintien en première division qu'au passage à 20 clubs.
La saison suivante, l'AC Ajaccio finit 6e du championnat, Marius Trésor est pour beaucoup dans ce beau parcours du club corse. Sa classe naturelle et son grand talent en font rapidement l'un des défenseurs le plus en vue de la Division 1. En 1972, il est nommé joueur français de l'année par France Football.

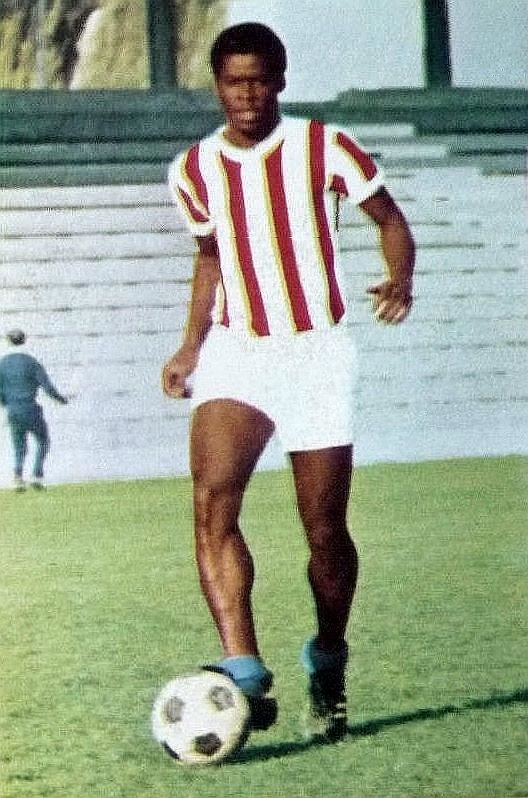
Marius Trésor en 1972.

### Olympique de Marseille (1972-1980)
En 1972, plusieurs clubs souhaitent le recruter dont le Paris FC, l'OGC Nice et l'Olympique de Marseille, il signe à l'OM le 11 octobre 1972, Marseille transférant en échange Rolland Courbis au club ajaccien. Il débute avec son nouveau club contre ses anciens coéquipiers le 22 octobre 1972, Marseille s'incline devant l'AC Ajaccio 1-0.
Marius Trésor joue au poste d'arrière droit car Bernard Bosquier occupe le poste d'arrière central à l'OM et en équipe de France mais il prend rapidement le dessus et Bosquier remonte au milieu de terrain. Sa première saison au club marseillais se conclut sur une 3e place au championnat en 1973. Après le départ de Bosquier, il devient capitaine de l'équipe de Marseille.
En 1974-1975, il rayonne au sein d'une défense marseillaise qui voit appeler le même jour sous le maillot tricolore René Charrier, Victor Zvunka, François Bracci et Marius Trésor. Avec l'appui des Brésiliens Jairzinho et Paulo César Lima, le club finit cette saison-là vice-champion de France.
En 1976, il remporte avec le club marseillais la Coupe de France en battant Lyon 2-0. Il joue un rôle prépondérant dans le succès marseillais en contrant toutes les tentatives lyonnaises dans la première demi-heure.
En 1978, il sort un 45 tours intitulé Sacré Marius et un album intitulé Sacré Marius/Dans la vie faut rigoler.
À l'automne 1979, le Bayern de Munich souhaite l'engager mais un désaccord entre dirigeants marseillais fait capoter le transfert alors qu'il ne reste à Marius Trésor que six mois de contrat avec le club,. En fin de saison, le club descend et Marius Trésor fâché avec les dirigeants du club quitte l'OM.

### Girondins de Bordeaux (1980-1984)
Claude Bez le fait signer pour un an aux Girondins de Bordeaux en 1980 contre un million de francs. Marius Trésor se relance dans le club girondin sous la houlette d'Aimé Jacquet et avec des coéquipiers tous internationaux, Bernard Lacombe, Alain Giresse, Jean Tigana, Albert Gemmrich et Gérard Soler. Il forme la charnière centrale avec François Bracci et le club termine 3e du championnat. Le club enchaîne les bonnes performances au niveau national et finit 4e en 1982 puis vice-champion de France en 1983, il ne joue cependant que 19 matchs cette saison, des problèmes de dos l'obligeant à l'opération.
Lors de la saison 1983-1984, Marius Trésor est toujours handicapé par ses problèmes de dos et doit de nouveau se faire opérer.
Il ne joue que 12 matchs avec les Girondins et c'est Patrick Battiston qui le remplace au poste de défenseur central. Le club remporte en fin de saison le Championnat de France, leur premier titre depuis 1950 et le premier également pour Marius Trésor.
Il arrête sa carrière à la fin de la saison 1984 et devient représentant pour Pernod Ricard pendant quelques mois mais il revient rapidement dans le football et entre dans le staff des Girondins de Bordeaux. Il est actuellement superviseur et entraîneur adjoint de Patrick Battiston avec la réserve.
Il est également consultant sur W9 pour 100 % Girondins, la radio des Girondins de Bordeaux GOLD FM et sur Girondins TV.

## Équipe de France
Marius Trésor joue trois matchs avec les espoirs en 1971 sous la direction d'Henri Guérin, celui-ci le recommande au sélectionneur de l'équipe A, Georges Boulogne. Il débute ainsi en équipe de France le 4 décembre 1971, lors d'un match de qualification du Championnat d'Europe, contre la Bulgarie, au poste inhabituel d'arrière gauche. Même si la France perd 2-1 et est ainsi éliminée du Championnat d'Europe 1972, Marius Trésor est crédité d'un bon match.
Georges Boulogne l'associe en défense centrale à Jean-Pierre Adams le 25 juin 1972 face à l'Argentine lors de la Coupe de l'Indépendance du Brésil, cette charnière est renouvelée par le nouveau sélectionneur Ștefan Kovács et dure jusqu'en 1976. Face à l'équipe d'Allemagne en octobre 1973, Marius Trésor marque son premier but en équipe nationale (score final : 1-2).
En 1974, lors d'un match contre la Pologne, victoire 2-0, Ștefan Kovács déclare en conférence de presse, « si la défense française a été si solide, c'est grâce à ma garde noire ».
C'est en capitaine de l'équipe de France, le premier d'origine antillaise, qu'il débute les qualifications pour la Coupe du monde 1978 le 9 octobre 1976 contre la Bulgarie (2-2). Le 30 juin 1977, au stade Maracana de Rio de Janeiro, il marque un but superbe contre le Brésil en match amical (score final : 2-2).
Marius Trésor est choisi par Michel Hidalgo pour faire partie de la sélection française disputant la Coupe du monde 1982. Lors de la demi-finale contre l'Allemagne à Séville, il marque un but spectaculaire en expédiant une reprise de volée sous la transversale d'Harald Schumacher, le gardien allemand (RFA).
Le 5 octobre 1983, lors d'un match contre l'Espagne, Trésor bat le record des sélections de Roger Marche, obtenu justement contre l'Espagne en 1959. Il connaît sa dernière sélection un mois plus tard, le 12 novembre contre la Yougoslavie. Entre 1971 et 1983, il est sélectionné à 65 reprises et marque 4 buts en équipe de France.
En 2004, il a été nommé au FIFA 100.

## Statistiques détaillées

### Par saisons
| Saison                | Club                   | Championnat           | Championnat | Championnat | Coupe(s) nationale(s) | Coupe(s) nationale(s) | Compétition(s) continentale(s) | Compétition(s) continentale(s) | Compétition(s) continentale(s) | France | France | Total | Total |
| Saison                | Club                   | Division              | M.          | B.          | M.                    | B.                    | Comp.                          | M.                             | B.                             | M.     | B.     | M.    | B.    |
| 1969-1970             | AC Ajaccio             | Division 1            | 12          | 0           | 4                     | 0                     | -                              | -                              | -                              | -      | -      | 16    | 0     |
| 1970-1971             | AC Ajaccio             | Division 1            | 34          | 0           | 1                     | 0                     | -                              | -                              | -                              | -      | -      | 35    | 0     |
| 1971-1972             | AC Ajaccio             | Division 1            | 38          | 1           | 4                     | 1                     | -                              | -                              | -                              | 6      | 0      | 48    | 2     |
| 1972-1973             | AC Ajaccio             | Division 1            | 9           | 0           | -                     | -                     | -                              | -                              | -                              | 1      | 0      | 10    | 0     |
| Sous-total            | Sous-total             | Sous-total            | 93          | 1           | 9                     | 1                     | -                              | -                              | -                              | 7      | 0      | 109   | 2     |
| 1972-1973             | Olympique de Marseille | Division 1            | 24          | 1           | 6                     | 0                     | -                              | -                              | -                              | 5      | 0      | 35    | 1     |
| 1973-1974             | Olympique de Marseille | Division 1            | 38          | 0           | 1                     | 0                     | C3                             | 4                              | 1                              | 4      | 1      | 47    | 2     |
| 1974-1975             | Olympique de Marseille | Division 1            | 37          | 1           | 7                     | 0                     | -                              | -                              | -                              | 6      | 0      | 50    | 1     |
| 1975-1976             | Olympique de Marseille | Division 1            | 38          | 1           | 9                     | 2                     | C3                             | 2                              | 0                              | 5      | 0      | 54    | 3     |
| 1976-1977             | Olympique de Marseille | Division 1            | 23          | 1           | -                     | -                     | C2                             | 2                              | 0                              | 5      | 1      | 30    | 2     |
| 1977-1978             | Olympique de Marseille | Division 1            | 35          | 4           | 6                     | 0                     | -                              | -                              | -                              | 7      | 0      | 48    | 4     |
| 1978-1979             | Olympique de Marseille | Division 1            | 25          | 0           | 6                     | 1                     | -                              | -                              | -                              | 3      | 1      | 34    | 2     |
| 1979-1980             | Olympique de Marseille | Division 1            | 34          | 0           | 1                     | 0                     | -                              | -                              | -                              | 3      | 0      | 38    | 0     |
| Sous-total            | Sous-total             | Sous-total            | 254         | 8           | 36                    | 3                     | -                              | 8                              | 1                              | 38     | 3      | 336   | 15    |
| 1980-1981             | Girondins de Bordeaux  | Division 1            | 25          | 0           | 0                     | 0                     | -                              | -                              | -                              | 2      | 0      | 27    | 0     |
| 1981-1982             | Girondins de Bordeaux  | Division 1            | 37          | 2           | 3                     | 0                     | C3                             | 4                              | 2                              | 13     | 1      | 57    | 5     |
| 1982-1983             | Girondins de Bordeaux  | Division 1            | 19          | 0           | 7                     | 0                     | C3                             | 6                              | 0                              | 3      | 0      | 35    | 0     |
| 1983-1984             | Girondins de Bordeaux  | Division 1            | 12          | 1           | 1                     | 0                     | C3                             | 2                              | 0                              | 2      | 0      | 17    | 1     |
| Sous-total            | Sous-total             | Sous-total            | 93          | 3           | 11                    | 0                     | -                              | 12                             | 2                              | 20     | 1      | 136   | 6     |
| Total sur la carrière | Total sur la carrière  | Total sur la carrière | 440         | 12          | 56                    | 4                     | -                              | 20                             | 3                              | 65     | 4      | 581   | 23    |

## Palmarès

### En club
- Champion de Guadeloupe en 1969 avec la Juventus de Sainte-Anne
- Champion de France en 1984 avec les Girondins de Bordeaux
- Vainqueur de la Coupe de France en 1976 avec l'Olympique de Marseille
- Vainqueur de la Coupe des Alpes en 1980 avec les Girondins de Bordeaux
- Vice-champion de France en 1975 avec l'Olympique de Marseille et en 1983 avec les Girondins de Bordeaux

### En équipe de France
- 65 sélections et 4 buts[8] entre 1971 et 1983
- 23 fois capitaine
- Recordman des sélections du 5 octobre 1983 au 11 septembre 1985 (record battu par Maxime Bossis)
- Participation à la Coupe du Monde en 1978 (Premier Tour) et en 1982 (4e)

### Distinctions individuelles
- Élu Joueur français de l'année par France Football en 1972 avec l’AC Ajaccio
- Nommé au FIFA 100 en 2004
- En 2022, le magazine So Foot le classe dans le top 1000 des meilleurs joueurs du championnat de France, à la 13e place[9].

### Statistiques
- 440 matchs et 12 buts en Division 1
- 52 matchs et 4 buts en Coupe de France
- 2 matchs en Coupe d'Europe des Vainqueurs de Coupe
- 18 matchs et 3 buts en Coupe de l'UEFA[10]

## Discographie
1978 : single "Sacré Marius" (2ème titre : "Dans la vie faut rigoler"), extrait de l'album "Sacré Marius / Dans la vie faut rigoler" (Sacré Marius, Parle-moi, Maracana, Mon Tout Petit, Droit Au But, Dans La Vie Faut Rigoler, Le Rire À Marius, Le Reggae Du Soleil, Tous Les Enfants Du Monde, Avec La Tête Et Les Pieds)

## Vidéographie
- DVD, Les Légendes de l'OM, 2011, Éditions France Télévisions Distribution
  - Marius Trésor, Marius de Marseille, film d'Antony Fayada, 26 minutes.
- Champions de France - Marius Trésor, série Champions de France, film-portrait raconté par Yasmina Khadra, co-réalisé par Pascal Blanchard et Rachid Bouchareb 2016, 2 minutes [voir en ligne]

## Décorations
- Chevalier de la Légion d'honneur (décret du 10 avril 1970)[1]